# Batrachedra decoctor
Batrachedra decoctor là một loài bướm đêm thuộc họ Blastobasidae. Nó là loài bản địa của đông nam Hoa Kỳ đặc biệt ở miền bắc Florida.

## Sinh thái học
In its larval state it feeds excusively on the Serenoa repens plant.